# Howard McFarlaine
Howard McFarlaine (* 13. November 1894 in London; † 6. März 1983 ebenda) war ein britischer Trompeter der Unterhaltungsmusik und des frühen Jazz, der in den 1920ern in Deutschland arbeitete.

## Leben und Wirken
Farlaine begann seine Musikerkarriere in Pit-Bands, die in den Londoner Filmtheatern spielten. Anfang der 1920er Jahre wurde er Mitglied der Alex Hyde Band, mit der er 1924 durch Deutschland tourte. Dort entstanden erste Plattenaufnahmen, u. a. für das Label Vox („Mama Loves Papa, Papa Loves Mama“). Nach der Auflösung der Hyde-Band blieb McFarlaine in Deutschland, wo er die Tänzerin Anita Berber begleitete und von 1924 bis 1926 Mitglied des Orchesters von Bernard Etté war. 1926/27 nahm er unter eigenem Namen in kleiner Besetzung einige Schallplatten mit Hot Jazz auf. Von 1925 bis 1932 spielte er u. a. im Orchester des Violinisten Dajos Béla und wirkte auch bei dessen Plattenaufnahmen für Beka mit (wie „Say Mister! Have You Met Rosie's Sister“, 1927). Dort beeinflusste er Franz Grothe. Außerdem war er Studiomusiker in The Salon Symphonie Jazzband von Fred Bird. Nachdem die Fremdenfeindlichkeit in Deutschland zunahm, kehrte er 1932 nach England zurück. 1933/34 arbeitete er in der Band des Trompeters Jack Jackson, um von 1935 bis 1937 zu Béla für eine Argentinien-Tournee zurückzukehren. Von 1937 bis 1940 tourte er erneut auf dem Kontinent. Danach war er bis zu seinem Ruhestand 1957 als Musiker im Tanzorchester des BBC tätig.